# Poul Hultberg
Poul Erik Eggert Hultberg, född 27 mars 1920 i Trygglev, död 25 juli 2016, var en dansk-svensk arkitekt verksam främst i Göteborg.
Hultberg, som var son till köpman Viggo Hultberg och Mary Eggert, utexaminerades från Kunstakademiets Arkitektskole i Köpenhamn 1943. Han var anställd på arkitektkontor i Köpenhamn 1943–1945, hos arkitekt Nils Olsson i Göteborg 1945–1948, lärare på Chalmers tekniska högskola 1948–1954 och bedrev egen arkitektverksamhet i Göteborg från 1949 (tillsammans med arkitekt Arne Nygård 1953–1961). 
Hultberg skapade en rad områden i Göteborg; bland annat ritade han hus i Biskopsgården, Högsbo och Tynnered. Han ritade även studentbostäderna i Kallebäck. Han ritade flera idrottsanläggningar, de mest kända Valhalla idrottsanläggningar och Scandinavium (1971) i centrala Göteborg. Hultberg är begravd på Västra kyrkogården i Göteborg.